# The Dark (film 2005)
(Tagline del film)
The Dark è un film del 2005 diretto da John Fawcett, adattato dal romanzo di Simon Maginn Sheep.
Il film è uscito in Germania il 26 gennaio 2006 ed in Italia il 28 ottobre 2005.

## Trama
Galles. 1950.
In una rudimentale casetta sulle rive scogliose vivono il pastore e la figlia, Ebril.
" Era una bambina malata fin dalla nascita, e quando morì lui la diede alle onde, la diede ad Annwn (il dio dell'oltretomba). Ma non riusciva a dimenticarla. Desiderava che lei tornasse da lui più di quanto desiderasse che lei trovasse la pace. I suoi seguaci erano come il suo gregge, ma lui gli mentì. Giocò sulle loro paure, li convinse che quella era la strada per il paradiso. Lui credeva alla vecchia leggenda: "uno dei vivi in cambio di uno dei morti". Annwn gli avrebbe restituito sua figlia se lui gli avesse dato in cambio qualcuno. Si gettarono tutti dalla scogliera. Li uccise tutti per riavere lei. Questo fu disposto a fare lui per sua figlia.
Io ero lì ma non mi buttai. Mio padre lo fece e anche mia madre. Ma io ebbi paura e non ci riuscii. Il pastore mi prese con lui. Lo aiutavo con le sue pecore finché lei tornò... Ebril ritornò, viva. Ma qualcosa tornò insieme a lei, dentro di lei. Fu allora che le pecore cominciarono a morire. Allora la rinchiuse in quella stanza lassù. Cercò di togliere il male da lei come facevamo con le pecore (trapanazioni al cranio).
Ma alla fine non riuscii più a sopportare che le facesse del male. Lei mi implorò di aprirle la porta, e io l'aprì. Fu così che Ebril spinse il padre giù dalla scogliera e l'oscurità dentro di lei si manifestò. Non avrebbe mai dovuto tornare dall'aldilà. Quindi ce la rimandai io stesso.
Ma sarei dovuto andare con lei per assicurarmi che ci restasse per sempre e impedirle così di tornare ancora..."
{cit. David}
Galles. 2000.
Il rapporto madre-figlia tra Adèlle e Sarah non è dei migliori, soprattutto da quando il padre della ragazza, James, se n'è andato da New York per trasferirsi in Galles, dove ora vive con l'aiutante David in una rudimentale casetta in un posto isolato.
Così madre e figlia decidono di andarlo a trovare. Il giorno dopo essere arrivate, passeggiando per la scogliera, Sarah viene attratta dall'acqua e scompare misteriosamente. Dopo giorni di ricerca non viene ritrovata, ma nel frattempo appare nel mattatoio un'altra bambina.
Lei si chiama Ebril ed era la figlia del pastore morta 50 anni prima, ritornata nel mondo dei vivi. "... E questa volta, il mezzo è stato Sarah."
Adèlle lotta disperatamente per riavere indietro la figlia Sarah. Capisce poi che l'unico modo per farla tornare nel mondo dei vivi è fare un secondo scambio. Così prende in braccio Ebril e tenendola stretta si getta dalla scogliera, portando tutte e due alla morte.
Si risveglia nell'aldilà, cioè nella casa del pastore 50 anni prima. Qui trova Sarah, rimasta prigioniera del pastore per tutto quel tempo. Adèlle, dopo essere stata torturata da Ebril e il pastore, risale in superficie con Sarah. Ritornate nel mondo dei vivi, corrono verso casa per farsi vedere da James. Ma né lui né la figlia sembrano riuscire a vedere Adèlle. Quest'ultima comprende quindi di essere invisibile a loro e che in realtà lei è stata il mezzo di scambio. La scena di James che abbraccia Sarah svanisce e lei ritorna nella vecchia casa del pastore, condannata ad una vita nell'aldilà, mentre Sarah, tornata viva, è in realtà posseduta da Ebril.